# Trường Trung học phổ thông Bến Tre
Trường Trung học phổ thông Bến Tre là một trường trung học phổ thông công lập của tỉnh Vĩnh Phúc được thành lập vào năm 1961.

## Quá trình phát triển
Tháng 8 năm 1961, Trường được thành lập trên cơ sở tách một số lớp của Trường cấp 3 Trần Phú và tuyển các lớp đầu cấp của một số trường thuộc một số địa phương lân cận.
Ngày 20 tháng 12 năm 1962, trường lấy tên là Trường Phổ thông cấp 3 Bến Tre, do khi này tỉnh Vĩnh Phúc thực hiện việc kết nghĩa với tỉnh Bến Tre ở miền Nam.
Năm 1965, do tình hình chiến tranh phức tạp, trường được sơ tán về xã Đạo Đức huyện Bình Xuyên. Trường được Chính phủ giao cho nhiệm vụ đặc biệt là đào tạo con em cán bộ chủ chốt của Ủy ban Trung ương Mặt trận dân tộc giải phóng miền Nam và Chính phủ cách mạng lâm thời Cộng hoà miền Nam Việt Nam những năm 1968 – 1970 với số lượng 250 học sinh.
Năm 1978, Trường Phổ thông cấp 3 Bến Tre được đổi tên thành Trường Phổ thông trung học Phúc Yên và tọa lạc tại địa điểm hiện nay (phường Hùng Vương - thành phố Phúc Yên).
Những năm 1978 – 1990, Trường thuộc thành phố Hà Nội (do Phúc Yên được nhập về Hà Nội). 
Năm 1991, Trường thuộc tỉnh Vĩnh Phú (do hai tỉnh Vĩnh Phúc và Phú Thọ hợp nhất) và đến năm 1997 thì thuộc tỉnh Vĩnh Phúc cho đến ngày nay.
Tháng 9 năm 2006, tỉnh Vĩnh Phúc quyết định đổi tên trường THPT Phúc Yên thành Trường Trung học phổ thông Bến Tre.

## Tổ chức
Các tổ chuyên môn:
- Tổ Toán - Tin
- Tổ Lý - Hóa - Sinh - Công nghệ
- Tổ Văn - Ngoại ngữ
- Tổ Sử - Địa - Giáo dục công dân - Thể dục

Các câu lạc bộ:
- Văn nghệ
- Đàn Guitar
- Bóng đá
- Cầu lông
- Bóng bàn
- Nghiên cứu khoa học - kỹ thuật
- Thiện nguyện
- Mĩ thuật

## Khen thưởng
- Huân chương Lao động hạng Ba (1997)
- Cờ thi đua của Chính phủ (2021)

## Cựu học sinh ưu tú
- Ông Trần Đức Thắng - Ủy viên Trung ương Đảng, Phó Chủ nhiệm Ủy ban Kiểm tra Trung ương[3]
- Ông Trần Tiến Hưng - Ủy viên Trung ương Đảng, Phó Chủ nhiệm Ủy ban Kiểm tra Trung ương[3]
- Ông Nguyễn Minh Đăng - nguyên Chủ tịch Ủy ban nhân dân tỉnh Vĩnh Phúc
- Ông Vũ Việt Văn - Phó Chủ tịch thường trực Ủy ban nhân dân tỉnh Vĩnh Phúc
- Giáo sư, Tiến sĩ khoa học Trần Duy Quý[3]
- Giáo sư, Tiến sĩ, Thầy thuốc nhân dân Mai Trọng Khoa[3]
- Phó Giáo sư, Tiến sĩ Phan Quý Bích[3]

## Hiệu trưởng qua các thời kỳ
- 1961 - 1981, Trần Bảo
- 1981 - 1986, Nguyễn Minh Tộ
- 1986 - 1991, Phạm Văn Khôi
- 1991 - 2001, Lê Văn Đức
- 2001 - 2012, Ngô Quang Thanh
- Hoàng Mạnh Du
- Nguyễn Thanh Hiên
- Nguyễn Văn Đại[4]